# Joint à lèvre
Un joint à lèvre ou joint SPI (acronyme pour Société des Perfectionnements Industriels), quelquefois orthographié "SPY" (à tort), est un « joint assurant l'étanchéité par déformation d'un bord d'appui flexible appelé lèvre ». Il est utilisé pour des pièces tournantes (cas des vilebrequins, arbres à cames, etc.) ou coulissantes (cas des amortisseurs), contrairement au joint torique qui n'est pas adapté aux rotations.

## Généralité et montage
L'origine du terme vient de la société allemande SPI qui fut la première à fabriquer ce type de joints.
La bague extérieure est le plus couramment en élastomère technique, elle est constituée d'un boîtier, soit emmanché à force dans la partie fixe (précision de l’alésage H7), soit collé par une colle de scellement, soit maintenu par le revêtement caoutchouc de la bague extérieure (cas des joints de sortie de boîte-pont).
La partie intérieure est constituée d'une ou plusieurs lèvres aux cotes précises, selon les caractéristiques requises, qui assurent l'étanchéité par serrage contre la partie mobile. Ce serrage étant assuré par l'élasticité naturelle du matériau, partiellement aidé par la différence de pression entre les deux faces de la bague, ou par un ou deux ressort(s) spiral intégré(s) au joint (rep. 2 de la photo), placé sous l'une des lèvres (selon les caractéristiques), soit moulé(s) dans le joint .
Pose délicate
La précision des joints à lèvres est extrêmement importante. Tout montage d'une pièce approximativement équivalente ou légèrement de travers, à l'envers, ou encore le moindre endommagement de la bague ou de la lèvre se traduit par une fuite. On accusera alors facilement ces joints SPI de tous les maux quand leur pose et leurs conditions d'utilisation n'ont pas été suivies selon les prescriptions techniques.
- Sur les mécanismes de précision, la pose s'effectue généralement à l'aide d'une bague de diamètre adapté. Opération délicate puisqu'il ne faut endommager ni la surface usinée de l'arbre, ni la bague même, ni le logement de bague, lui aussi usiné avec précision. L'extraction peut être difficile et endommage toujours, même de façon infime, la bague qui n'est alors pas réutilisable. Elle se fait à l'aide d'un extracteur spécialisé ou plus souvent de vis auto-taraudeuses prises dans le boîtier de la bague et servant de levier d'extraction.
- Pour des mécanismes plus courants comme les boîtes-ponts et sorties de différentiels d’automobiles, la cage du joint à lèvre est vulcanisée ; ce qui permet un démontage et remontage aisé ainsi qu’un positionnement correct sur un alésage sans grande précision.

## Joint pour pièce coulissante

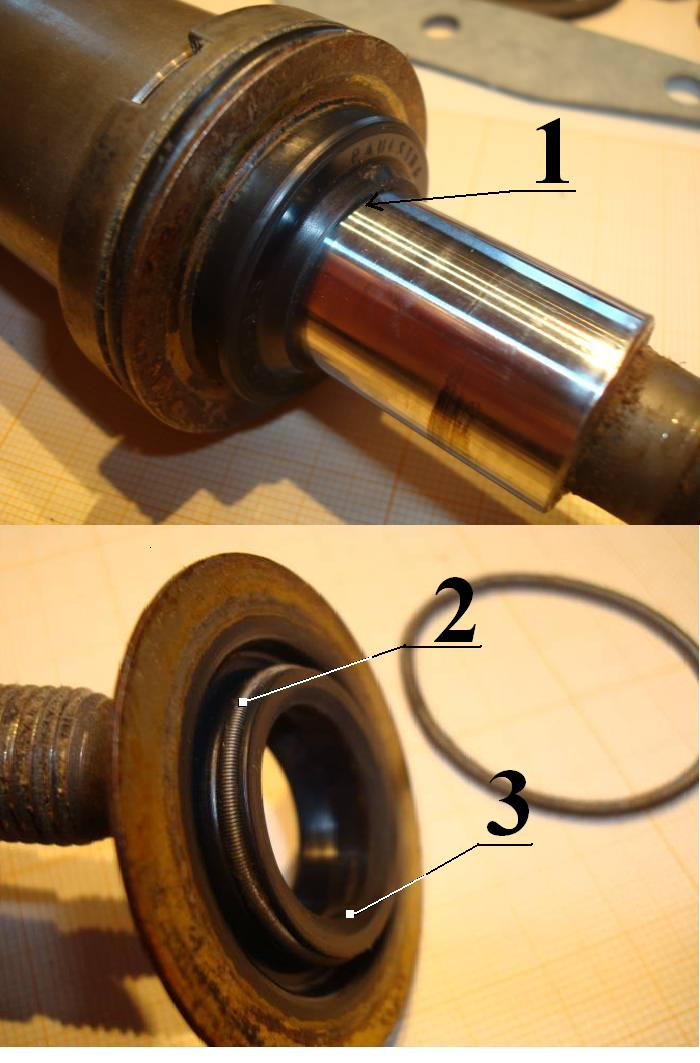
Joint à lèvre. 1) lèvre externe, 2) ressort de compression, 3) lèvre interne

### Joint SPI de fourche
Le joint SPI assure l'étanchéité entre le tube et le fourreau de la fourche des motos. Il empêche l'huile présente dans le fourreau de couler le long du tube. Si le tube de fourche est gras, c'est que le joint SPI est endommagé et il faut le changer.
Beaucoup de tentatives ont été faites pour protéger les joints SPI de l'usure prématurée qui se produit lorsque le tube de fourche est encrassé :
- dans les années 1970, un cache métallique coulissant cachait le tube de fourche ; certains constructeurs comme Harley-Davidson conservent ce cache pour des raisons esthétiques sur les modèles de style rétro ;
- le soufflet de caoutchouc a également été essayé, mais il avait l'inconvénient de retenir la poussière et d'aggraver le problème ; il reste utilisé sur certaines motos de tout-terrain quand la fourche travaille plus dans la boue que dans l'air ;
- actuellement, on utilise principalement, sur les motos de route, une petite plaquette qui protège le bas de la partie visible du tube des impacts d'insectes ou de gravillons, afin que celui-ci reste toujours bien lisse. La longévité de ces pièces s'est aussi largement améliorée à la suite de l'évolution des techniques et des matériaux.

### Joints racleurs
- Joint à une lèvre : ces joints existent en dimensions standards et nécessitent un montage soigné et une étanchéité correcte avec les autres éléments du mécanisme. Leur faible encombrement les destine à l'étanchéité des axes de vérins, tiges d'amortisseurs etc.
- Joint à deux lèvres : convient pour l'étanchéité des axes et des pistons sur vérins à haute pression.

### Autres applications
- étanchéité sur tige de vérin
- étanchéité des tiges d'amortisseur (voir image)
- étanchéité des pistons de vérin

## Joint pour pièces tournantes
La longévité des bagues d'étanchéité à lèvres est telle qu'il n'est pas rare de voir la portée métallique d'un arbre usée à l'emplacement de la bague (voir le paragraphe consacré à l'usure par abrasion dans le wikilivre de tribologie) : dans ce cas, le remplacement de la bague supposée fautive ne corrige évidemment pas le problème. Sur les joints pour pièces tournantes, l'étanchéité peut être complétée soit :
- par des rainures en spirale devant la portée, qui éloignent l'huile de la bague. Certaines voitures anglaises utilisaient uniquement ce dernier procédé avec un presse-étoupe pour éponger l'excédent d'huile ; le presse-étoupe est maintenant remplacé par une bague à lèvres, même sur les voitures anciennes ;
- soit, pour un dépannage rapide, en déplaçant légèrement le joint dans son logement (1  à   1,5 mm) pour que la lèvre soit en contact avec une partie saine de l'arbre ;
- soit par le montage d'une bague en acier traité (bague SKF) ;
- soit par le montage d'une bague en céramique pour les utilisations en ambiance corrosive ou humide (turbomachine hydraulique de centrale) ;
- soit par la « remétallisation » et une rectification de la portée de l'arbre.